# جوليان إي. ليفي
جوليان إي. ليفي (بالإنجليزية: Julian E. Levi)‏ هو رسام أمريكي، ولد في 20 يونيو 1900 في Yorkville, Oneida County, New York ‏ في الولايات المتحدة، وتوفي في 1982.